# Roger Moeremans d'Emaüs
Roger Édouard Louis Marie Joseph Ghislain Moeremans d'Emaüs (Dilbeek, Brabant Flamenc, 12 de juny de 1890 – Namur, 19 de març de 1975) va ser un genet i remer belga que va competir a començaments del segle xx.
El 1920 va prendre part en els Jocs Olímpics d'Anvers, on va disputar tres proves del programa d'hípica. En la prova de concurs complet per equips guanyà la medalla de bronze, mentre en el concurs complet individual fou quart i en el salts d'obstacles individual setè. En aquests mateixos Jocs disputà la prova del quatre amb timoner del programa de rem, quedant eliminat en sèries.
Posteriorment va ser delegat tècnic de la Federació Eqüestre Internacional(FEI) als Jocs Olímpics de 1948 i entre 1952 i 1956 en fou Secretari General.